# 映象网
映象网总部位于河南省郑州市郑东新区众旺路与七里河北路大象融媒4楼，是国家重点新闻门户网站，其前身是1997年9月开通的河南广播网，在2012年进行了升级，并更换了域名。映象网曾经隶属于河南广播电视台，上级管理机构是河南省新闻出版广电局，由河南大象融媒体集团经营。映象网主要提供新闻资讯。
映象网采用商用CDN网络技术，在全球52个地区的200多个节点上都部署了加速服务器，提供1100Gbps全球分发能力。

## 参看
- 大象网